# 하프 넬슨
《하프 넬슨》(영어: Half Nelson)은 2006년 개봉한 미국의 드라마 영화로, 라이언 플렉이 연출을, 플렛과 애나 보든이 공동 각본을 맡았다. 라이언 고슬링, 셔리카 엡스, 앤서니 매키 등이 출연했다. 주노상을 수상한 캐나다의 인디 록 밴드 브로큰 소셜 신이 음악을 맡았다. 고슬링은 이 영화에서의 연기로 제79회 아카데미상 남우 주연상 후보에 오르기도 했다.
영화는 저소득층 거주지에 위치한 한 중학교에서 근무하는 교사가 마약을 하는 습관을 한 여학생에게 들킨 뒤 그녀와 우정을 맺는 과정을 다룬다. 이 영화는 2004년에 보든과 플렉이 만든 19분짜리 단편 영화 《Gowanus, Brooklyn》에 바탕하였다. 2006년 1월 23일 제22회 선댄스 영화제 경쟁 부문에서 처음 공개되었고, 2006년 8월 11일 미국에서 극장 개봉을 하였다.

## 줄거리
브루클린의 한 중학교에서 역사를 가르치는 젊은 교사 댄 던은 기존의 틀을 벗어난 변증법적 수업 방식을 추구하며 학생들의 참여를 유도하지만 사생활에서는 코카인에 중독되어 있다. 어느 날 그의 학생 중 한 명인 드레이가 댄이 마약을 하는 모습을 목격하게 된다.
드레이는 홀어머니와 감옥에 있는 오빠를 둔 가정 환경에서 자라고 있으며, 댄에게 의지하는 모습을 보인다. 댄은 드레이가 동네 마약상 프랭크와 어울리는 것을 우려하며 그녀를 보호하려 한다. 드레이 역시 댄의 마약 중독에 대해 알고 싶어 하지만 댄은 쉽게 마음을 열지 않는다. 댄은 동료 교사이기도 한 전 여자친구에게 강제로 관계를 시도하는 등 불안정한 모습을 보이며 점점 더 깊은 혼란에 빠진다. 결국 댄은 드레이에게 모질게 대하고, 드레이는 실망하여 프랭크와 더 가까워진다.
이후 드레이는 우연히 마약 상용자들이 머무는 모텔에서 댄에게 마약을 팔게 되지만 두 사람은 대화를 나누지 않는다. 다음 날 댄은 학교에 나오지 않고 드레이는 그의 부재에 충격을 받는다. 드레이는 댄이 묵고 있는 모텔을 찾아가 전날 밤의 여파로 여전히 취한 상태인 댄을 발견한다. 댄은 자리에 앉아 물을 마시고, 드레이가 그 곁에 앉는다. 마지막 장면에서 댄은 전에 들었던 농담을 어설프게 다시 말하고, 드레이와 함께 웃음을 터뜨린다. 영화는 이렇듯 불안정하고 위태로운 상황 속에서 피어나는 두 사람의 미묘한 관계를 보여주며 마무리된다.

## 출연진
- 라이언 고슬링 - 댄 던 역: 문제가 많은 역사 교사.
- 셔리카 엡스 - 드레이 역: 댄의 13세 학생.
- 앤서니 매키 - 프랭크 역: 마약상.
- 모니크 개브리엘라 커넌 - 이저벨 레딩 역: 교사.
- 데니스 오헤어 - 짐보 역: 교사.
- 스탈라 벤퍼드 - 조이 헨더슨 교장 역
- 네이선 코빗 - 테런스 역: 학생.
- 타이라 콰오보보 - 스테이시 역: 학생.
- 제프 리마 - 루들리 역: 학생.
- 캐런 칠턴 - 캐런 역: 드레이의 어머니.
- 데버라 러시 - 조 던 역: 댄의 어머니.
- 제이 O. 샌더스 - 러스 던 역: 댄의 아버지.
- 데이비드 이스턴 - 제프 던 역: 댄의 형.
- 니콜 비셔스 - 신디 역: 제프의 여자친구.
- 콜린스 페니 - 마이크 역: 드레이의 오빠.
- 티나 홈스 - 레이철 역: 댄의 전 여자친구.
- 트리스턴 와일즈 - 저말 역: 학생.
- 에리카 리베라 - 에리카 역
- 론 시퍼스 존스 - 로이드 딕슨 역